# 布鲁克林大桥公园
布鲁克林大桥公园（Brooklyn Bridge Park）是位于美國紐約州纽约市東河的布鲁克林一侧的一个占地34公顷的公园。该公园南起大西洋大道，途徑布鲁克林大桥，北至曼哈顿大桥以北的杰街（Jay Street）。该公园于2010年對外开放。